# Naked City (gruppo musicale)
Naked City è stato un progetto musicale statunitense d'avanguardia, fusion, jazzcore, guidato dal sassofonista e compositore John Zorn.

## Storia
Attivo principalmente a New York dal 1988 al 1993, Naked City è stato avviato da Zorn come un "workshop di composizione"  per testare i limiti della composizione e dell'improvvisazione con una formazione di  band rock tradizionale. La musica comprendeva elementi di jazz, surf, rock progressivo, classica, heavy metal, grindcore, country, punk rock e altri generi. John Zorn (alto sax), Fred Frith (basso), Bill Frisell (chitarra) e Joey Baron (batteria); in alcuni brani era presente Yamatsuka Eye (voce). Il genere musicale non è facile da inquadrare perché si tratta di uno stile che racchiude free-jazz, grindcore, country, swing, ambient ed altro. L'inquadramento dei Naked City in un solo genere è riduttivo; si può dire che abbiano creato un loro genere musicale autonomo, una sorta di caos ordinato, tecnico e veloce, o melodico, a seconda del contesto.
Nel primo album, Naked City, ci sono molti riferimenti alla musica da film (si possono ascoltare tra le altre cose il tema di Batman, quello di James Bond e quello de Il clan dei siciliani composto da Ennio Morricone). Nel secondo, Grand Guignol, ispirato all'omonimo teatro degli orrori francese dei primi del Novecento, sono stati inseriti degli arrangiamenti di pezzi classici (di Debussy, Scriabin, Orlando di Lasso, Charles Ives e Messiaen), fra brevi schegge jazzcore della durata inferiore al minuto. Leng Tch'e è il disco più estremo e grindcore della band (un'unica traccia ispirata al supplizio cinese dei cento pezzi e al relativo commento fatto da Georges Bataille). Heretic è un esperimento improvvisativo utilizzato in seguito come colonna sonora di un film porno-sadomaso giapponese. Radio è simile nello spirito al primo album del gruppo (pezzi rock e pop in chiave grind-free jazz-swing-hardcore). "Absinthe" è un disco ambient ispirato ai poeti francesi Charles Baudelaire e Paul Verlaine e al compositore italiano Giacinto Scelsi.
Mike Patton ha reinciso con Zorn il brano Grand Guignol, contenuto nell'omonimo album. Questo brano è stato pubblicato come bonus track nel cofanetto "The complete studio recordings", edito da Tzadik.
Una loro canzone, Bonehead tratta da Torture Garden, è utilizzata nel film di Michael Haneke Funny Games, sia nell originale del 1997, sia nel remake del 2007.

## Formazione
- John Zorn - sassofono contralto, voce, direzione
- Bill Frisell - chitarra
- Wayne Horvitz - tastiere, pianoforte, sintetizzatore
- Fred Frith - basso
- Joey Baron - batteria

### ospiti
- Yamatsuka Eye - voce
- Carol Emanuel – harp (1989)
- Mike Patton - voce
- Cyro Baptista - percussioni

## Discografia
- 1989 - Naked City
- 1990 - Torture Garden
- 1992 - Grand Guignol
- 1992 - Heretic
- 1992 - Leng Tch'e
- 1993 - Radio
- 1993 - Absinthe
- 1996 - Black Box
- 2002 - Naked City Live, Vol. 1: The Knitting Factory 1989
- 2005 - Naked City: The Complete Studio Recordings (Box Set)